# Chilperyk Akwitański
Chilperyk (w niektórych kronikach zwany Childerykiem, zm. 632) – syn frankijskiego króla Akwitanii Chariberta II i Gizeli, córki Armanda z Gaskonii. Przez krótki czas w 632 r. król Akwitanii. Zamordowany prawdopodobnie na rozkaz swojego stryja, króla Dagoberta I. Pochowany wraz z ojcem z bazylice św. Romana w Blaye.